# Пандо, Хосе Мануэль
Хосе Мануэль Иносенсио Пандо Соларес (исп. José Manuel Inocencio Pando Solares; 27 декабря 1848, Лурибай, Боливия — 17 июня 1917, Эль-Альто, Боливия) — боливийский государственный, военный и политический деятель, президент Боливии (1899—1904).

## Биография
Учился в семинарии колледжа Ла-Паса. Затем изучал медицину в Высшем университете Сан-Андрес (UMSA), но на шестом году прервал обучения, уйдя в политику. В 1871 г. в возрасте 23 лет принял участие в вооружённом смещении президента Мануэля Мариано Мельгарехо, после чего вступил в ряды вооружённых сил этой страны. Новый президент страны Агустин Моралес назначил его своим личным помощником, однако уже в следующем году Моралеса убили.
После военного путча Илариона Дасы в 1876 г. он уволился из армии и вёл жизнь частного лица. В 1879 г., с началом Селитряной войны Боливии с Чили он вернулся в вооружённые силы Боливии. Сражался в битве при Альто-де-ла-Алианза 26 мая 1880 г., где был тяжело ранен в левую руку и попал в плен к чилийцам, по возвращении на службу до 1884 г. командовал артиллерийским полком.
В 1880-е гг. вступил в Либеральную партию Боливии («Partido Liberal»), главой которой он был с 1894 г. и до конца жизни. В эти же годы, пользуясь законами 1874 и 1880 гг., он стал одним из крупнейших боливийских землевладельцев того времени. Получил известность как исследователь Боливии, его экспедиции на север страны способствовали успешной интеграции этих территорий. Результаты его экспедиций были обобщены и впоследствии опубликованы Университетом Ла-Плата в Аргентине.
В качестве главы Либеральной партии Боливии он был предложен в качестве кандидата на пост президента республики на выборах 1896 г., на которых победил его противник консервативной партии Северо-Фернандес Алонсо. В том же году он занял пост сенатора от департамента Чукисака. Во время восстания 1898 г., возглавлял федеральные силы Ла-Паса, получил поддержку крестьянских отрядов из числа коренного народа аймара во главе с Пабло Сарате, известным как «грозный Вилька». Во многом благодаря им после четырёх месяцев гражданской войны (известной как «федеральная») Пандо одержал победу над консерваторами, что привело к созданию военной хунты, в состав которой он вошёл. Однако он немедленно отставил данные Вильке обещания реформ, обратил свои силы против недавних союзников и подавил крестьянские выступления
25 октября 1899 г. Национальное собрание утвердило его на пост президента Боливии. На посту главы государства провёл первую в XX веке перепись населения (1900), на фоне «каучукового (резинового) бума» добился положительного сальдо торгового баланса, организовал строительство железной дороги Ла-Пас — Гуаки, активно развивал дорожное строительство, соединяющее долины и равнины, при помощи французских военных специалистов провёл реформу армии, основал сельскохозяйственное и животноводческое училище, а также шахтёрское училище.
В 1903 г. урегулировал пограничный спор с Бразилией, продав ей за символическую сумму в 2 млн фунтов стерлингов территорию штата Акри (Петрополисское соглашение), поскольку сами местные жители восстали против боливийских властей, а Бразилия готовилась к масштабному вторжению. 14 августа 1904 г. он передал президентство своему соратнику по Либеральной партии Исмаэлю Монтесу Гамбоа.
В дальнейшем он был делегатом на территориях колоний и комиссаром по вопросам границы с Бразилией. Через некоторое время он вышел из Либеральной партии, разорвал отношения с Монтесом и в 1915 г. выступил одним из основателей Республиканской партии.
17 июня 1917 г. бывший президент был убит в окрестностях столицы Боливии, Ла-Паса (был найден мертвым в ущелье близ Эль-Кенко). Для большинства жителей страны это было политическое преступление, совершенное по инициативе Либеральной партии. Его организаторы были осуждены и приговорены к смертной казни 5 ноября 1927 г. Однако ряд современных исследований утверждают, что его смерть произошла по естественным причинам вследствие инсульта. Согласно этой гипотезе, члены семьи, в чьей хижине он ночевал незадолго до этого, обнаружив на дороге труп, побоялись быть обвинёнными в его смерти, потому сбросили тело в овраг.

## Память
В его честь в Боливии названы провинция и департамент.